# Acacia persiciflora
Acacia persiciflora là một loài thực vật có hoa trong họ Đậu. Loài này được Pax miêu tả khoa học đầu tiên.